# Poinçon-lès-Larrey
Poinçon-lès-Larrey és un municipi francès, situat al departament de la Costa d'Or i a la regió de Borgonya - Franc Comtat. L'any 2007 tenia 201 habitants.

## Demografia

### Població
El 2007 la població de fet de Poinçon-lès-Larrey era de 201 persones. Hi havia 80 famílies, de les quals 24 eren unipersonals (12 homes vivint sols i 12 dones vivint soles), 20 parelles sense fills, 20 parelles amb fills i 16 famílies monoparentals amb fills.
La població ha evolucionat segons el següent gràfic:
Habitants censats

### Habitatges
El 2007 hi havia 117 habitatges, 82 eren l'habitatge principal de la família, 18 eren segones residències i 18 estaven desocupats. 115 eren cases i 2 eren apartaments. Dels 82 habitatges principals, 68 estaven ocupats pels seus propietaris, 7 estaven llogats i ocupats pels llogaters i 7 estaven cedits a títol gratuït; 1 tenia una cambra, 3 en tenien dues, 8 en tenien tres, 24 en tenien quatre i 46 en tenien cinc o més. 67 habitatges disposaven pel capbaix d'una plaça de pàrquing. A 37 habitatges hi havia un automòbil i a 36 n'hi havia dos o més.

### Piràmide de població
La piràmide de població per edats i sexe el 2009 era:
| Homes | Edats   | Dones |
| ----- | ------- | ----- |
| 0     | 95 o +  | 0     |
| 0     | 90 a 94 | 0     |
| 0     | 85 a 89 | 4     |
| 0     | 80 a 84 | 4     |
| 8     | 75 a 79 | 8     |
| 12    | 70 a 74 | 4     |
| 0     | 65 a 69 | 4     |
| 16    | 60 a 64 | 4     |
| 0     | 55 a 59 | 12    |
| 20    | 50 a 54 | 4     |
| 0     | 45 a 49 | 8     |
| 4     | 40 a 44 | 4     |
| 0     | 35 a 39 | 4     |
| 4     | 30 a 34 | 0     |
| 4     | 25 a 29 | 4     |
| 8     | 20 a 24 | 0     |
| 0     | 15 a 19 | 4     |
| 0     | 10 a 14 | 0     |
| 8     | 5 a 9   | 0     |
| 8     | 0 a 4   | 0     |

## Economia
El 2007 la població en edat de treballar era de 114 persones, 75 eren actives i 39 eren inactives. De les 75 persones actives 67 estaven ocupades (38 homes i 29 dones) i 8 estaven aturades (3 homes i 5 dones). De les 39 persones inactives 14 estaven jubilades, 9 estaven estudiant i 16 estaven classificades com a «altres inactius».

### Ingressos
El 2009 a Poinçon-lès-Larrey hi havia 89 unitats fiscals que integraven 212 persones, la mediana anual d'ingressos fiscals per persona era de 17.502 €.

### Activitats econòmiques
Dels 8 establiments que hi havia el 2007, 1 era d'una empresa de fabricació d'altres productes industrials, 1 d'una empresa de construcció, 4 d'empreses de comerç i reparació d'automòbils, 1 d'una empresa de transport i 1 d'una empresa immobiliària.
Dels 2 establiments de servei als particulars que hi havia el 2009, 1 era una oficina de correu i 1 paleta.
L'únic establiment comercial que hi havia el 2009 era una botiga d'equipament de la llar.
L'any 2000 a Poinçon-lès-Larrey hi havia 7 explotacions agrícoles.

## Poblacions més properes
El següent diagrama mostra les poblacions més properes.